# عیسى زارع بور
عیسي زارع پور ( بالفارسية : عیسی زارع پور) (مواليد 1980) هو سياسي إيراني شغل منصب وزير تكنولوجيا المعلومات والاتصالات منذ 25 أغسطس 2021 في حكومة الرئيس سيد إبراهيم رئيسي .

## سيرة شخصية
ولد عیسي زارع پور عام 1980 في إسلام آباد الغرب ، كرمانشاه. حصل على شهادته الجامعية في هندسة الكمبيوتر من جامعة الرازي وشهادة الدراسات العليا في هندسة برمجيات الكمبيوتر من جامعة شريف التكنولوجية . حصل على درجة الدكتوراه من كلية علوم وهندسة الكمبيوتر ، جامعة نيو ساوث ويلز ، أستراليا. 

## في الحكومتين التاسعة والعاشرة
في سن السادسة والعشرين ، أثناء رئاسة محمود أحمدي نجاد، تم تعيينه رئيسًا لمركز تطوير تكنولوجيا المعلومات والإعلام الرقمي التابع لوزارة الثقافة والإرشاد الإسلامي ، وفي عام 2010 انتخب مديرًا مثاليًا للوزارة. الثقافة. والإرشاد الإسلامي. كما استضافت الشبكة الثقافية الوطنية.  وبهذه الصفة ، نظم المهرجان والمعرض الوطني للإعلام الرقمي.  وقال زريبور إن هذا المركز يمكن اعتباره أول مؤسسة حكومية فاعلة وصانع سياسات في مجال الفضاء الإلكتروني. كما أن المركز مسؤول عن تطوير تكنولوجيا المعلومات والخدمات الإلكترونية في وزارة الثقافة والإرشاد الإسلامي.
شغل مناصب أخرى في الحكومتين التاسعة والعاشرة وكان مستشارًا لوزير الاتصالات ووزير الصحة ونائب وزير العلوم والتكنولوجيا. كان زريبور أيضًا عضوًا في اللجنة الوطنية لليونسكو في الحكومة العاشرة.

## التعليم الكامل والبيانات
بعد الانتهاء من حكومة أحمدي نجاد ، ذهب زريبور إلى أستراليا للحصول على درجة الدكتوراه في هندسة الكمبيوتر - في عام 2016 ، أخذ اتجاه شبكات الكمبيوتر من جامعة نيو ساوث ويلز ، أستراليا. أكمل زريبور أيضًا زمالتين لما بعد الدكتوراه في شبكات الكمبيوتر من الجيل التالي في جامعة نيو ساوث ويلز في أستراليا وجامعة شريف للتكنولوجيا ، وكان محاضرًا في قسم شبكات الكمبيوتر في كلية هندسة الكمبيوتر ، جامعة العلوم والتكنولوجيا .  منذ عام 2017. مجال دراسته هو شبكات الكمبيوتر من الجيل التالي وإنترنت الأشياء. عنوان أطروحة الدكتور زريبور هو تصميم بروتوكولات فعالة لتقنية النانو بالمستشعر اللاسلكي مع المشرف الشهير حسن. نشر زريبور عشرات المقالات العلمية والبحثية باللغة الإنجليزية في المجلات والمؤتمرات الدولية ،  وفاز بالعديد من الجوائز العلمية والبحثية الدولية. 
كان زريبور عضوًا في هيئة التدريس في كلية هندسة الكمبيوتر بجامعة إيران للعلوم والتكنولوجيا منذ عام 2017. بصفته أستاذًا مساعدًا في كلية هندسة الكمبيوتر بجامعة العلوم والتكنولوجيا ،  يقوم بتدريس التركيز على الشبكات الناشئة وإنترنت الأشياء وأجهزة الاستشعار القابلة للارتداء ودورات شبكات الكمبيوتر المتقدمة ومبادئ تصميم قواعد البيانات وإنترنت أشياء.
وخلال حضوره اجتماعًا مميزًا مع المرشد الأعلى للجمهورية الإسلامية الإيرانية في سبتمبر 2017 ، سلط الضوء على قضايا مثل الحاجة إلى إصلاح قوانين الشركات القائمة على المعرفة وضرورة مكافحة الواردات في الفضاء الإلكتروني من خلال الإنتاج الصحي والداخلي. وكان زريبور قد استضاف الحفل مؤكداً أن كل النخب في البلاد هم «باسدار».
زريبور هو عضو بديل في مجلس إدارة جمعية مطوري الفضاء السيبراني النظيف (FMP).  تقدم هذه المنظمة نفسها على أنها منظمة غير حكومية تدعو إلى تصفية المواقع والمناطق الملوثة على نطاق واسع للفئات العمرية الأدنى وتعطي الأولوية لاستخدام واستخدام وتعزيز الشبكات الاجتماعية الداخلية لتعزيز الأهداف الوطنية لإيران. 

## في القضاء
عين سيد إبراهيم رئيسي ، رئيس النظام القضائي في جمهورية إيران الإسلامية آنذاك ، زريبور رئيسًا لمركز الإحصاء وتكنولوجيا المعلومات التابع للسلطة القضائية في فبراير 2020.  ومن بين أفعاله الأخرى خلال هذه الفترة إطلاق تطبيق «عدلات حمرة». كما أن نمو وتطور الأنظمة الإلكترونية الأخرى للقضاء ،  والذي تم ذكره على أنه أحد إنجازات إبراهيم رئيسي خلال رئاسته في هذا الفرع ، تم من قبل فريق زريبور.

## وزير الاتصالات وتكنولوجيا المعلومات
في 11 أغسطس 2021 ، قدم رئيسي زريبور كوزير مقترح لتكنولوجيا المعلومات والاتصالات للحكومة الثالثة عشر إلى البرلمان ، وفي 28 أغسطس 2021 ، حصل على الثقة بـ 256 صوتًا مقابل 17 ضده وامتناع 10 عن التصويت. وزير الاتصالات وتكنولوجيا المعلومات.  